# 항염증제
항염 또는 항염증성이 염증이 일어나는 과정 또는 이를 억제하는 성질이라고 정의할 때 항염증제(抗炎症劑) 또는 소염제(消炎劑)는 염증(inflammation)을 없애는 성질을 가지고 있거나 염증 과정에 관여하여 이를 억제하는 물질이나 치료를 의미하지만 또다른 방식인 진통제도 포함하기도 한다. 아편 등 마약과 같은 신경성 진통제를 제외한 비마약성 진통제들은 염증 기제에 작용하여 염증을 억제하거나 줄여나감으로써 통증을 없애는 소염 역할을 하는 것이다.

## 스테로이드계
글루코코르티코이드를 포함한 많은 스테로이드들이 글루코코르티코이드 수용체에 결합하여 붓기와 염증을 줄여준다. 이러한 약물들을 주로 코르티코스테로이드라 부른다.

## 비스테로이드성 약물
비스테로이드성 항염증제(Non-Steroidal anti-inflammatory drugs/NSAIDs)는 시클로옥시지나제(COX; cyclooxygenase) 효소를 저해하여 통증을 완화한다. COX효소는 프로스타글란딘을 합성하는데, 프로스타글란딘이 바로 염증을 일으키는 원인이다. 모든 NSAIDs가 프로스타글란딘의 합성을 저해하기 때문에 통증 완화가 가능한 것이다.
NSAIDs 약물의 대표적인 예로 아스피린, 이부프로펜 그리고 나프록센등이 있다. 후에 등장한 COX 특이적인 약물들은 NSAIDs와 그 작용이 비슷하지만 고전적인 NSAIDs와 구분한다. 고전적인 NSAIDs는 상시 발현되는 COX1과 염증이 있을 때만 나타나는 COX2를 가리지 않고 억제한다. 그렇기 때문에 염증에만 작용하는 것이 아니다. 대표적인 부작용 중 하나로 아스피린의 위장장애를 들 수 있다. 이를 해결하기 위해, 셀레콕시브와 로페콕시브 등의 COX2 특이적 저해제가 등장했다.
타이레놀로 알려진 아세트아미노펜과 같이 소염효과가 없고, 진통효과만 있는 약물도 있다. 아직 확실한 기전은 밝혀지지 않았지만, 시상하부에만 작용하는 COX3에 특이적으로 작용하여 열과 고통만 없앤다고 생각된다. 또 최근 endocannabinoids의 재흡수를 막는 것으로 보인다는 연구결과가 있었다. 이는 염증을 없애지 않고 진통효과만 나타내는 것을 잘 설명해준다.
장기간 동안 NSAIDs를 사용할 경우, 위장 장애를 일으킬 수 있다. 이는 위궤양을 초래할 수 있다. 또한 천식을 악화시킬 수 있으며 신장에 문제를 일으키기도 한다. 아세트아미노펜 또한 과량 복용 시 간에 위험을 초래한다.

## 면역 특이 소염 제재
면역 특이 소염 제재(imSAIDs; Immune Selective Anti-Inflammatory Derivatives)는 이뮬란 바이오세라퓨틱스(IMULAN BioTherapeutics, LLC)에서 개발된 펩타이드이다. 이는 다양한 생물학적 특징을 가지는데, 그 중에 염증을 줄이는 특징이 포함되어있다. 면역 특이 소염 제재는 면역 반응을 증폭하는 면역 세포들의 활성과 이동을 변조시킨다. 현재 면역 특이 소염 제재는 스테로이드 계열 제재나 비스테로이드 계열 소염제와는 달리 분류되는 새로운 유형의 소염제로서 구분되고 있다.
면역 특이 소염 제재는 악하선과 침의 생물학적 특징에 대해 연구하던 과학자에 의해서 처음으로 발견되었다. 초기의 연구로 악하선에서 체내 염증 반응과 면역 반응을 조절하는 한 무리의 요소들이 나온다는 것이 밝혀졌다. 세포의 재생과 염증 반응을 조절 하는 데에 면역계와 신경계 그리고 내분비계 모두가 서로 상호작용한다는 것은 현재 정설로 받아들여 지고 있다. 이러한 신경내분비 전달 경로 중 하나로서, 악하선 경부교감신경간(CST-SMG; cervical sympathetic trunk-submandibular gland)이 있다.
악하선 경부교감신경간의 전반적인 작용 방식은 교감신경에 의해 자극을 받아 악하선에서 면역 반응을 조절하는 물질이 방출되는 것이다. 악하선 경부교감신경간에서 중요한 역할을 하는 인자를 찾기 위한 초기의 연구를 통해, 일곱 가지의 아미노산들이 발견되었다. 이 아미노산들은 악하선 펩티드-t (submandibular gland peptide-t; SGP-T)로 명명된다. 악하선 펩티드-t는 엔도톡신(endotoxin)의 방출과 관련된 생물학적 활성과 체온조절 역할을 한다. 악하선에서 분리된 악하선 펩티드-t는 면역 조절 능력과 염증 반응의 조절에 핵심적인 역할을 한다.
악하선 펩티드-t 유도체 중 하나는 세가지 아미노산으로 구성된 물질인데, 소염작용에 역할을 할 것이라고 생각된다. 이 펩티드는 페닐알라닌-글루타민-글리신(FEG)과 이것의 거울상 이성질체인(feG)이다. 그리고 이것들이 면역 특이 소염 제재 계열을 구성하는 기본이 된다. FeG와 관련된 펩티드들은 백혈구 세포 표면 수용체에 작용해서 과다한 활성을 억제하고 조직 침투를 억제하여 백혈구의 면역 활동을 조절한다.
FEG와 그 거울상 이성질체인 feG는 백혈구 표면 부착에 관여하는 αMβ2 인테그린을 조작하며 CD16b 항체가 인간 호중구에 결합하는 것을 억제한다. 또한 호산구의 집적을 막기도 한다. 이 외에도 호산구의 집적을 막아서, 세포내 산화를 낮추며 항원 노출후의 CD49d의 발현을 낮춘다.

## 허브
소염제로 개발된 약 이외에도, 자연에 존재하는 허브 중에도 소염 작용을 하는 것 들이 있다. 대표적인 것으로 Harpagophytum, hyssop, 생강, 강황, Arnica montana등 헬레날린(helenalin)을 포함하는 것과, sesquiterpene lactone, 그리고 아스피린의 원료가 된 살리실산을 포함하는 버드나무 껍질 등이 있다. 대마초에 들어있는 다양한 카나비노이드 중의 하나인 카나비크로멘(cannabichromene) 역시 염증을 가라앉히는 효과가 있는 것으로 보인다.

## 소염제의 또 다른 기능
몇 가지 임상 연구 결과에 따르면, 비스테로이드 계열의 특정 소염제를 장기 복용했을 때 알츠하이머병에 좋은 효과가 있었다고 한다. 하지만 기존의 알츠하이머 환자에게 소염제를 투여 했을 경우에는 병의 진행을 막거나 돌이키는 데에 아무런 효과를 볼 수 없었다. 연구가 아직 진행 중이다.

## 얼음 찜질
상처 부위에 얼음이나 차가운 물을 이용해 찜질 하는 것 역시 염증을 줄이는데 효과적이다. 이 방법은 운동선수들이 상처 부위를 치료하거나 통증을 멈추는 데 자주 사용한다. 체온을 떨어뜨리면 주변 혈액의 흐름이 저해되고, 상처 조직의 부기가 완화된다.

## 음식을 통한 치료
소염 기능을 가진 음식 섭취를 통해서 염증을 치료할 수 있다는 주장이 있다. 전형적인 소염 식단은 균형 잡힌 채식 위주이다. 채소의 비중이 높은 반면 정제된 탄수화물과 지방의 함량은 낮다. 또 다양한 색깔의 과일과 채소가 많으며, 오메가3가 풍부한 생선 그리고 견과류도 비중이 높다. 엑스트라 버진 올리브 기름은 올레오칸탈(oleocanthal)이라는 화학 물질을 포함하고 있는데, 이 물질이 이부프로펜과 비슷하게 작용하여 소염 역할을 하는 것으로 알려져있다.
그리고 오메가3 지방산은 GPR120 수용체에 결합하여 염증을 일으키는 세포 신호체계를 교란시켜 소염 효과가 있다고 알려졌다.

## 염증을 완화하는 식물
염증을 완화하는 식물의 피토케미컬은 강황, 생강, 마늘, 양파, 상추 등에 함유된 성분들에서 보여지며 신체내에서 염증을 일으키는 매개인자를 차단하거나 염증을 일으키는 체내 유발인자를 억제하는 등의 기제에 관여하는 것으로 알려져 있다.

## 같이 보기
- 항산화제
- 류머티즘